# Blauzahn-Vogelspinne
Die Blauzahn-Vogelspinne (Ephebopus cyanognathus) ist eine Spinne aus der Familie der Vogelspinnen (Theraphosidae). Die markant gefärbte Art ist in Französisch-Guayana endemisch und vollführt wie alle Arten der Gattung Ephebopus und somit im Gegensatz zu den mehrheitlich arborealen (baumbewohnenden) Arten der Unterfamilie der Aviculariinae eine terrestrische (bodenbewohnende) Biologie. Der Trivialname deutet auf die meistens auffällig blau erscheinenden Cheliceren (Kieferklauen) der Spinne.

## Merkmale

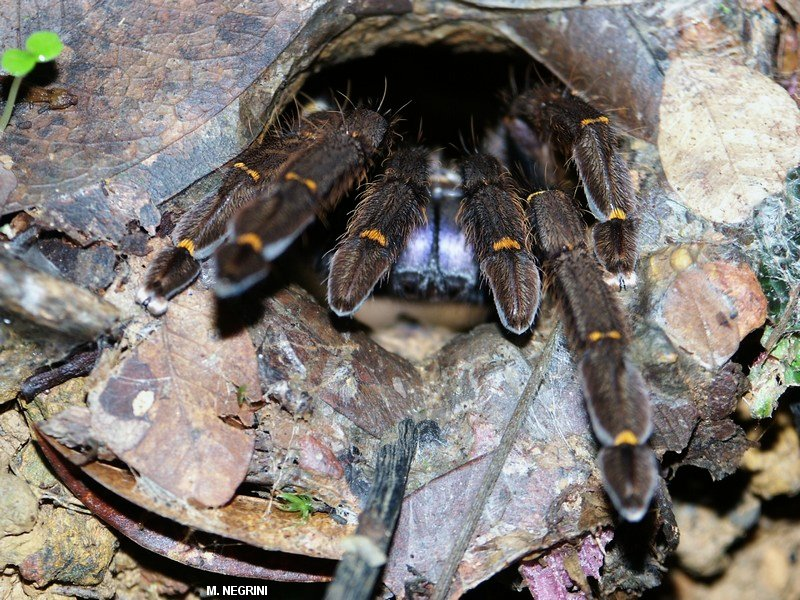
Frontale Detailansicht eines Weibchens in seiner Wohnröhre mit dem hier gut erkennbaren blauen Farbschimmer der Cheliceren und den gelben Beinringen.

Mit einer Körperlänge von 40 bis 50 Millimetern zählt die Blauzahn-Vogelspinne zu den kleineren Vertretern der Vogelspinnen (Theraphosidae). Die Beinspannweite ausgewachsener Individuen beläuft sich auf etwa 110 bis 130 Millimeter. Der grundsätzliche Körperbau der Art gleicht dem anderer der Gattung Ephebopus.
Die Grundfärbung der Blauzahn-Vogelspinne ist braun. Die Cheliceren (Kieferklauen) erscheinen zumeist metallisch blau. Ein weiteres auffälliges Merkmal der Art sind die leuchtend gelben Ringe an den Extremitäten. Die Spinne besitzt wie alle der Gattung Brennhaare an den Femora (Schenkel) der Pedipalpen (umgewandelte Extremitäten am Kopfbereich) und zählt somit ebenfalls zu den Bombardierspinnen.

### Erscheinungsbild der Cheliceren
Das Erscheinungsbild der Cheliceren der Blauzahn-Vogelspinne ist zumindest beim Weibchen und den Jungtieren auf tiefblau erscheinende Setae (chitinisierten Haaren) auf dem Basalglied der Cheliceren zurückzuführen, dessen Erscheinung unter einem Präpariermikroskop jedoch wiederum je nach Methode der Beobachtung variieren kann. Unter Beobachtung mittels Auflichtbeleuchtung wechselt die optische Farbgebung der Setae je nach Richtung des einfallenden Lichts von einem tiefen Violettblau zu einem helleren Blau oder gar zu einem Türkis. Unter Durchlicht erscheinen die Setae im Gegensatz dazu völlig transparent und farblos. Die blaue Erscheinung der Setae ist demnach auf Irisieren (Lichtbruch) zurückzuführen.
Die Setae sind jeweils 100 bis 200 Mikrometer lang, während sich ihr Durchmesser auf nur 5 bis 6 Mikrometer beläuft. Der Schaft einer einzelnen Seta besitzt in mehreren Reihen angegliederte feine Fortsätze nahe der Basis, die selber entlang des distalen (von der Körpermitte entfernt gelegenen) Haarschafts zu massiven, seitlich hervorstehenden und flossenartigen Gebilden verschmelzen. Querschnitte von dem Schaftbereich haben eine sternenförmige Gestalt. Der zentrale Kernteil der Setae besteht aus einer festen Kutikula (äußere Haut des Exoskeletts). Im Gegensatz dazu ist dessen peripherer (am Rand gelegener) Bereich geschichtet. Insbesondere unter Beobachtung der Setae mittels Transmissionselektronenmikroskopie wird die an diesem Bereich vorhandene Schichtung deutlich, die je abwechselnd aus sechs Lamellen (dünne Zellschichten) der Kutikula mit einer Größe von gut 50 bis 70 Nanometern und schmalen Luftspalten mit einer Größe von etwa 60 bis 120 Nanometern zusammensetzt.
Der feste Bestandteil des Kerns einer Seta absorbiert wahrscheinlich nicht reflektiertes Licht und könnte demnach wie ein Spiegel funktionieren. Beim peripheren Bereich werden einfallende Lichtstrahlen jedoch aufgrund des unterschiedlich ausfallenden Brechungsindex von Kutikula von jeweils 1,58 und des Luftbereichs von 1 am gesamten Grenzbereich von Kutikula und Luft in gebrochene und reflektierte Strahlen aufgeteilt. Abhängig von den unterschiedlichen Entfernungen, die diese Lichtwellen in den Schichten zwischen Luftbereichen und den Kutikulaschichten zurückgelegt haben, zeigen die reflektierten Strahlen Phasenverschiebungen und die daraus resultierende Interferenz wird in verschiedenen Farbgebungen bemerkbar. Viele dünne Lamellen die Verstärkung der Intensität von den Interferenzfarben und somit eine konstruktive Interferenz. Bei etwa zehn Schichten mit einem Wechsel zwischen Luft- und Kutikulaschichten kommt es zu einer nahezu vollständigen Reflexion einer gegebenen Wellenlänge, wobei bei den blau erscheinenden Setae der Blauzahn-Vogelspinne sich jedoch nur fünf bis sechs derartiger Wechselschichten nachweisen ließen.
Die Farbe des reflektierten und von den Setae ausgehenden Lichts ist meist tiefblau und weist violette oder grüne Schattierungen auf, was wiederum mit der Struktur der Setae erklärbar sein dürfte. Dessen Lamellierung aus sechs bis sieben gestapelten Kutikulaschichten und dazwischen liegenden Lufträumen ist im Bereich der Längsrippen der Setae gut entwickelt, geht aber in Richtung des Zentrums vom Schaft hin in ein unregelmäßiges Maschenwerk über. Neben der Blauzahn-Vogelspinne ist dieses Phänomen auch bei anderen Arten der Vogelspinnen (Theraphosidae) mit durch Irisieren blau erscheinenden Setae, etwa der Blauen Ornament-Vogelspinne (Poecilotheria metallica) vorkommend.

### Sexualdimorphismus und Erscheinungsbild der Jungtiere

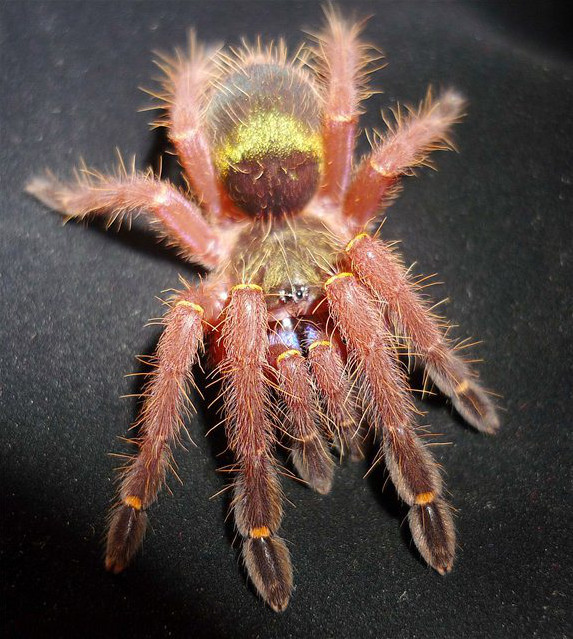
Jungtier in der fünften Fresshaut, bzw. Häutungsstadium.

Wie bei vielen Spinnen ist auch bei der Blauzahn-Vogelspinne ein deutlicher Sexualdimorphismus (Unterschied der Geschlechter) vorhanden. So ist das Weibchen der Art für gewöhnlich etwas größer und kräftiger als das Männchen gebaut. Ein weiterer Unterschied sind die Cheliceren, die beim Weibchen ein blaues, beim Männchen jedoch eher ein rosaviolettes Erscheinungsbild besitzen. Beim Männchen fällt überdies das erste Beinpaar länger als beim Weibchen aus.
Die Jungtiere beider Geschlechter der Art besitzen wie das Weibchen im ausgewachsenen Zustand eher blau erscheinende Cheliceren. Das Opisthosoma (Hinterleib) ist bei den juvenilen Individuen grünlich golden gefärbt.

### Genitalmorphologische Merkmale
Ein einzelner Bulbus (männliches Geschlechtsorgan) der Blauzahn-Vogelspinne lässt sich von denen anderer Arten der Gattung Ephebopus durch seine kugelige Gestalt sowie den schlanken und sich fortschreitend verjüngenden Embolus (drittes und letztes Sklerit, bzw. Hartteil des Bulbus) unterscheiden. Letzterer ist außerdem apikal (zur Spitze gelegen) leicht nach außen gebogen ist.
Die Spermatheken (Samentaschen) der Art werden innerhalb der Gattung durch die zwei kurzen, abgeschnittene und säulenförmigen Lappen charakterisiert. Diese sind im Bereich der Basis am breitesten und verengen sich in mediale (mittige) Richtung, während sie in apikale in die Breite gehen.

### Differenzierung vonEphebopus uatuman
Die Blauzahn-Vogelspinne ähnelt sehr der nah verwandten Art Ephebopus uatuman. Dieser fehlt jedoch die blaue Erscheinung der Cheliceren, wie sie bei der Blauzahn-Vogelspinne vorkommt. Ferner ähneln sich die Emboli beider Arten, da ein einzelner Embolus von E. uatuman sich fortschreitend abrupt verjüngt und apikal leicht gebogen ist. Im Gegensatz dazu verläuft ein Embolus der Blauzahn-Vogelspinne gerader, ist dünner und spitz zulaufend.

## Vorkommen

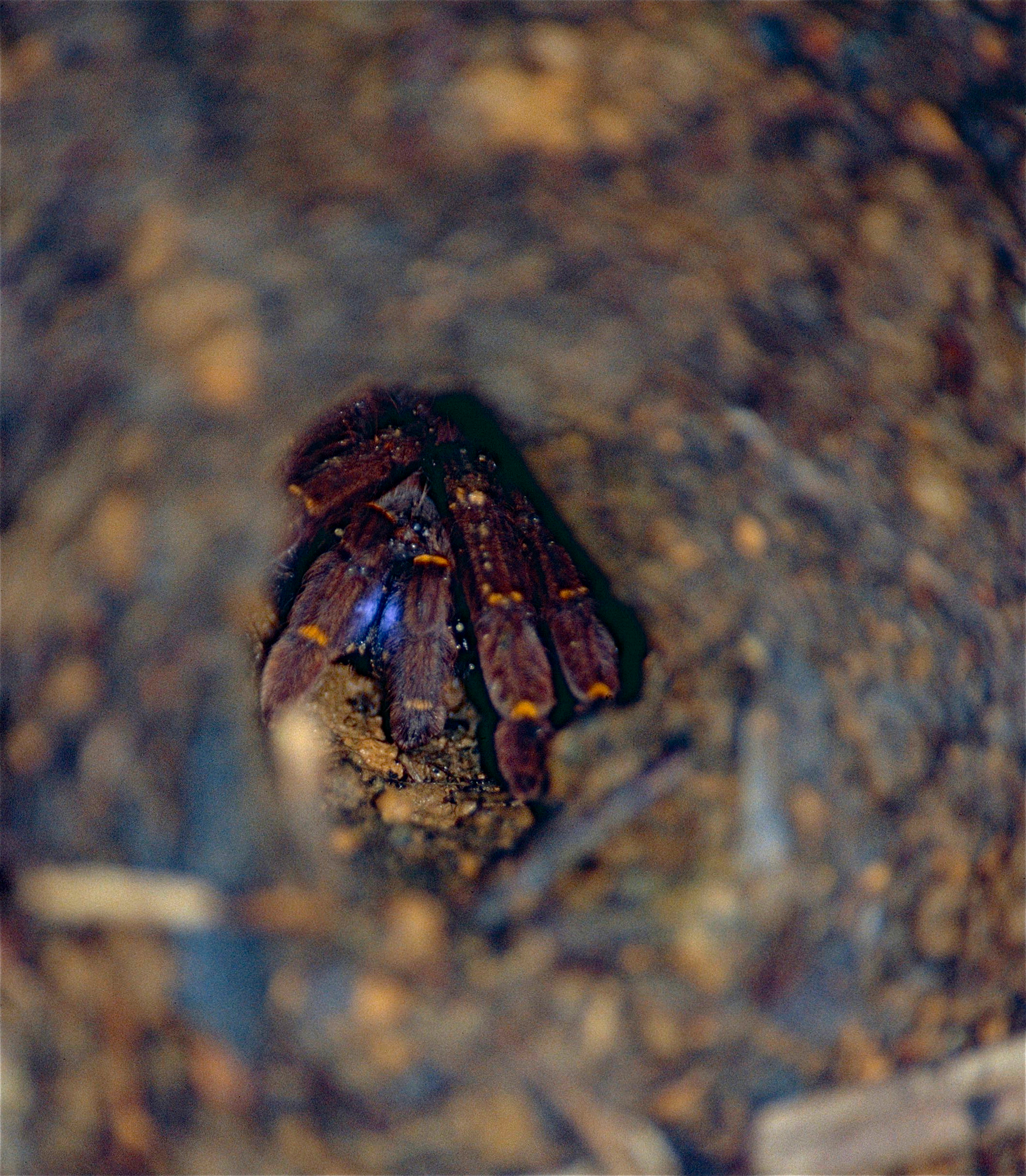
In seiner Wohnröhre verborgenes Weibchen, gefunden in der Gemeinde Saül in Französisch-Guayana.

Das Verbreitungsgebiet der Blauzahn-Vogelspinne beschränkt sich auf Französisch-Guayana. Dort nimmt die Art scheinbar tropische Regenwälder in Hochländern als bevorzugtes Habitat (Lebensraum). Die Populationsdichten der Spinne scheinen nach bisherigen Kenntnissen in geeigneten Habitaten zumeist nicht hoch auszufallen.

## Lebensweise

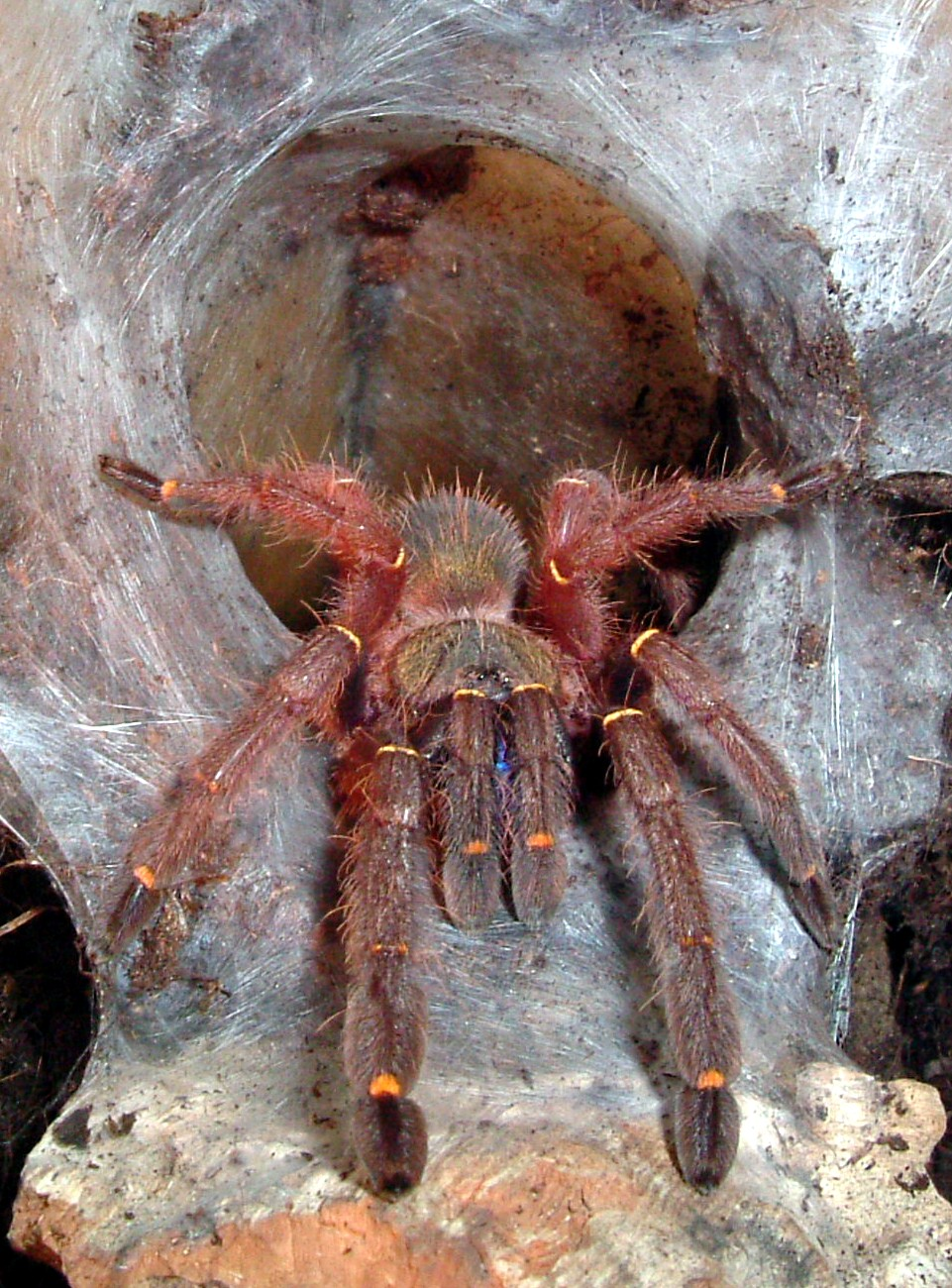
Weibchen am Ausgang seiner Wohnröhre

Die Blauzahn-Vogelspinne vollführt wie für die Gattung Ephebopus typisch eine terrestrische (bodenbewohnende) Biologie, womit auch die Lebensweise dieser Art für die ansonsten mehrheitlich arborealen (baumbewohnenden) Vertreter der Unterfamilie Aviculariinae atypisch ist. Als Rückzugsort legt die Spinne wie viele andere terrestrische Vogelspinnen (Theraphosidae) eine eigens im Boden gegrabene Erdröhre an, die jedoch verglichen mit denen anderer Vertreter dieser Familie mit dieser Biologie nicht so tief ausfallen. Der Eingang der Röhre wird mit beliebigen und in der Nähe gefundenen Elementen verfestigt. Um der Hitze zu entgehen, werden die Unterschlüpfe zumeist an nach Norden gerichteten Gefällen angelegt.
Es scheint jedoch je nach Stadium Unterschiede beim Röhrenbau zu geben, so handelt es sich bei dem Unterschlupf der Art bei Individuen im prä- und subadulten Stadium sowie beim Weibchen der Blauzahn-Vogelspinne im ausgewachsenen Zustand um einen einfachen röhrenförmigen Bau mit aufgeweitetem Ausgang, wie er ähnlich auch von Ephebopus uatuman angelegt wird. Die Wohnröhre des Weibchens von der Blauzahn-Vogelspinne endet in einer ausgeweiteten Kammer mit einer Tiefe von etwa 30 Zentimetern. Einmalig ließ sich auch nachweisen, dass sich ein ausgewachsenes Weibchen der Blauzahn-Vogelspinne einen Unterschlupf aus einem abgestorbenen Blatt gefertigt hatte. Dieser Rückzug wies keinen eindeutigen Einlass auf und befand sich gut 20 Zentimeter über dem Bodengrund.

### Jagdverhalten und Beutespektrum
Die wie alle Spinnen räuberisch lebende Blauzahn-Vogelspinne jagt wie für Vogelspinnen (Theraphosidae) üblich als freilaufender Lauerjäger. Demnach legt auch die Art kein Spinnennetz für den Fang von Beutetieren an. Potentielle Beutetiere werden über die Sensillen (Setae zwecks der Wahrnehmung) registriert und geortet. Gelangt ein Beutetier in Reichweite der Spinne, ergreift diese es blitzartig in einem Ansprung und versetzt ihm mithilfe der Cheliceren einen Giftbiss um das Beutetier an einer Gegenwehr sowie Flucht zu verhindern. Das Beuteobjekt wird dann von der Spinne in dessen Unterschlupf verzehrt. Das Beutespektrum der Blauzahn-Vogelspinne umfasst wie bei anderen mittelgroßen Vogelspinnen beliebige Wirbellose und Wirbeltiere. Dabei werden vermutlich auch kleinere Vögel von der Art gelegentlich erbeutet.

### Lebenszyklus und Phänologie
Der bislang wenig erforschte Lebenszyklus der Blauzahn-Vogelspinne ist wie bei anderen Spinnen in die Phasen der Fortpflanzung, der Eiablage und dem Schlupf sowie dem Heranwachsen der Jungtiere gegliedert. Die Phänologie (Aktivitätszeit) der Art beläuft sich wie bei vielen Vogelspinnen (Theraphosidae) über das ganze Jahr.
Das Fortpflanzungsverhalten der Blauzahn-Vogelspinne beginnt mit einem für Vogelspinnen (Theraphosidae) typischen Balzverhalten, bei dem sich Weibchen und Männchen vergleichsweise lange betasten. Die daraufhin stattfindende Paarung verläuft wie bei anderen Arten der Gattung Ephebopus zumeist friedlich und Kannibalismus seitens des Weibchens gegenüber dem Männchen kommt währenddessen oder danach selten vor. Ein begattetes Weibchen legt wie bei anderen Arten der Gattung einige Zeit nach der Paarung einen bis zwei Eikokons an, wobei der zweite weniger Eier als der erste enthalten kann. Etwa 50 bis 150 Jungtiere können aus einem Eikokon schlüpfen.
Die Jungtiere verbleiben anfangs kommunal beim Muttertier. Sie wachsen in einer für Vogelspinnen durchschnittlichen Dauer heran und sind anders als die ausgewachsenen Individuen teilweise arboreal. Die Lebensdauer des Weibchens der Blauzahn-Vogelspinne wird auf 12 bis 15 Jahre vermutet. Das Männchen wäre mit einer Lebensdauer von drei bis vier Jahren wie bei anderen Vogelspinnen wesentlich kurzlebiger.

## Systematik
Die Systematik der Blauzahn-Vogelspinne erfuhr wenig Änderungen. Bei der 2000 seitens Rick C. West und Samuel D. Marshall durchgeführten Erstbeschreibung der Art erhielt diese bereits ihre noch heute gängige Bezeichnung Ephebopus cyanognathus. Der Artname cyanognathus selber ist eine Zusammensetzung der altgriechischen Wörter cyano für „blau“ und gnathus für „Kiefer“. Dies deutet somit auf das zumeist blaue Erscheinungsbild der Cheliceren der Spinne.
Bei einer 2008 von Rick C. West, Samuel D. Marshall, Caroline Sayuri Fukushima und Rogerio Bertani durchgeführten Review mitsamt kladistischer Analyse der Gattung Ephebopus wurden dessen fünf Arten einschließlich der Blauzahn-Vogelspinne in zwei Artengruppen aufgeteilt. Dafür wurde eine Datenmatrix, die insgesamt 21 Taxa der Unterfamilie der Aviculariinae sowie 48 Charaktereigenschaften selbiger aufgestellt. Eine der beiden Artengruppen wurde nach der Goldstreifen-Vogelspinne (E. murinus) benannt und beinhaltet neben dieser die Berg-Vogelspinne (E. rufescens). Die andere Artengruppe ist die der Art E. foliatus und enthält neben dieser die Art E. uatuman sowie die Blauzahn-Vogelspinne. Diese drei Arten stehen dieser Analyse nach im selben Verhältnis zueinander und sind demnach Schwesterarten. Folgendes Kladogramm verdeutlicht die Stellung der Blauzahn-Vogelspinne zu den Schwesterarten sowie innerhalb der Gattung:
|                             | Artengruppe der Goldstreifen-Vogelspinne (E. murinus)                                                                     |
|                             | |
| Artengruppe von E. foliatus | \| \| E. foliatus \| \| \| \| \| \| E. uatuman \| \| \| \| \| \| Blauzahn-Vogelspinne \| \| Vorlage:Klade/Wartung/3 \| \| |
|                             | \| \| E. foliatus \| \| \| \| \| \| E. uatuman \| \| \| \| \| \| Blauzahn-Vogelspinne \| \| Vorlage:Klade/Wartung/3 \| \| |
|                             | E. foliatus |
|                             | |
|                             | E. uatuman |
|                             | |
|                             | Blauzahn-Vogelspinne |
| Vorlage:Klade/Wartung/3     | |

|                         | E. foliatus          |
|                         |                      |
|                         | E. uatuman           |
|                         |                      |
|                         | Blauzahn-Vogelspinne |
| Vorlage:Klade/Wartung/3 |                      |

## Terraristik
Die Blauzahn-Vogelspinne wird gelegentlich als Heimtier im Rahmen der Terraristik gehalten, was mit dem markanten Erscheinungsbild der Spinne durch die metallischen Cheliceren zu begründen wäre. Nachzuchten der Art sind in Gefangenschaft ebenfalls erhältlich.